# Prattville (Alabama)
Pour les articles homonymes, voir Prattville.
La ville de Pratville est le siège du comté d'Autauga, dans l'État d'Alabama, aux États-Unis. Elle s'étend aussi sur le comté voisin d'Elmore. Lors du recensement de 2010, sa population était de 33 960 habitants.

## Géographie

### Localisation
La ville est située dans le sud-est du comté d'Autauga, dans le sud-ouest du comté d'Elmore et dans le centre de l'Alabama, dans l'axe de communication entre Montgomery et Birmingham, et Montgomery et Tuscaloosa.
Elle est, en distance orthodromique par le centre des villes, distante de 25 km de Wetumpka, le siège du comté d'Elmore ; de 17 km de Montgomery, la capitale de l'État d'Alabama ; de 1 111 km de Washington D.C., la capitale des Etats-Unis ; de 1 136 km du Canada, à Windsor, près de Détroit ; de 1 298 km du Mexique, à Matamoros, près de Brownsville ; de 492 km de l'océan atlantique, à Brunswick ; et de 216 km du golfe du Mexique, à Niceville.

#### Municipalités et communautés limitrophes
Dans le comté d'Autauga, on trouve Booth au nord-ouest et Pine Level au nord ; dans le comté d'Elmore, on trouve Millbrook à l'est ; et on peut citer Montgomery qui se situe au sud-est de Prattville, dans le comté de Montgomery.

### Géologie et relief
La ville se situe au sud de la formation d'Eutaw (en), une des huit formations de l'unité du crétacé ; cette formation couvre quasi entièrement le comté d'Autauga, bien que le sud fasse partie d'une formation de craie dite « Mooreville Chalk (en) ». Le nord de la ville se trouve dans la formation d'Eutaw, tout comme la partie centrale du comté.
Outre ces formations géologiques, Prattville repose presque entièrement sur des dépôts alluviaux du cénozoïque, la ville se trouve donc dans une plaine alluviale ; au nord de cette plaine, et donc au nord de la ville, on y trouve la « Fall Line Hills ».
En ce qui concerne le relief de la ville, la partie sud et centrale se situent dans une vallée dont la hauteur est comprise entre 40 m et 69 m ; le nord de la ville est plus élevé et se situe entre 109 m et 177 m, de même pour l'ouest de la ville, où se situe Gin Shop Hill, à 138 m. Le reste de la ville est une vaste plaine alluviale comprise entre 69 m et 109 m. Le centre de la ville se situe sur un bout de cette plaine, coincé entre les hauteurs et la vallée.

### Hydrographie
Prattville est traversée, du nord au sud et d'ouest en est, par Noland Creek et ses affluents, dont la Dry Branch ; par Breakfast Creek, qui se jette dans l'Autauga Creek se jetant dans l'Alabama, à l'endroit de la Gun Island Creek. On y trouve également Pine Creek qui se jette dans l'Alabama et qui est rejoint au nord de la ville par Dunn Branch et au sud par Fay Branch. Dans l'extrême nord de la ville, on retrouve une branche de la Pierce Creek, affluent de Mill Creek, rejoint par Still Creek non loin de l'Alabama. Le sud-est de la ville est traversée par l'Alabama et la Gun Island Chute

### Climat
Le climat de Prattville est chaud et tempéré, considéré selon le classement de Köppen Geiger comme Cfa. Bien qu'il y ait des températures assez hautes, il pleut intensément toute l'année. La température à Prattville descend rarement sous le zéro et profite de températures douces en hiver.

Le mois de juillet est le plus chaud tandis que janvier est le plus froid. Les températures de mars et avril sont équivalentes à celles d'octobre et novembre.
| Mois                                  | jan.     | fév.     | mars    | avril   | mai     | juin    | jui.    | août    | sep.    | oct.    | nov.     | déc.     | année    |
| ------------------------------------- | -------- | -------- | ------- | ------- | ------- | ------- | ------- | ------- | ------- | ------- | -------- | -------- | -------- |
| Température minimale moyenne (°C)     | 2        | 4        | 7       | 11      | 16      | 19      | 22      | 21      | 18      | 11      | 7        | 3        | 11,8     |
| Température moyenne (°C)              | 8        | 11       | 14      | 18      | 22      | 26      | 28      | 27      | 24      | 18      | 13       | 9        | 18,2     |
| Température maximale moyenne (°C)     | 14       | 17       | 21      | 26      | 29      | 33      | 34      | 33      | 31      | 26      | 21       | 16       | 25,1     |
| Record de froid (°C) date du record   | −18 1985 | −14 1899 | −8 1993 | −2 1987 | 4 1971  | 9 1889  | 16 1950 | 13 1992 | 4 1967  | −3 1952 | −11 1950 | −15 1983 | −18 1985 |
| Record de chaleur (°C) date du record | 28 2005  | 29 1962  | 32 1929 | 34 2007 | 37 1916 | 41 1881 | 42 1881 | 41 2007 | 41 1925 | 38 1954 | 31 2004  | 29 1982  | 42 1881  |
| Précipitations (mm)                   | 128      | 138,4    | 162,3   | 111,3   | 105,2   | 104,9   | 134,9   | 92,2    | 107,2   | 65,5    | 115,1    | 126,2    | 1 391,2  |

### Voies de communication et transports

#### Réseau routier
Se trouvant dans un axe de communication assez important entre Montgomery et d'autres grandes villes de l'Alabama, le réseau autoroutier à Prattville est assez développé ; ainsi, on retrouve à l'est de la ville l'interstate 65, qui fait office de frontière entre la ville et Millbrook, dans le comté d'Elmore, et qui permet de rejoindre Montgomery et, plus au sud, Mobile, tandis que vers le nord, elle permet la liaison vers Birmingham en passant par Clanton et permet également de rejoindre directement Chicago en passant par Nashville, Louisville et Indianapolis.
Longeant grossièrement l'interstate sur la totalité de l'Alabama, de Mobile à Athens, et coupant la ville en deux, la route 31 ; celle-ci permet une liaison rapide entre la banlieue sud-ouest de Montgomery et Pine Level ainsi que les petites villes situées le long de l'interstate.
L'autre route importante est la route 82 longeant la partie sud-est, sud et ouest de Pratville ; elle permet, de sa liaison entre l'interstate et Prattville, de rejoindre Greenville dans le Mississippi en passant par des petites villes des deux États comme Winona, Starkville et Tuscaloosa.
Un autre axe, moins important que les précédents, nommé 14, permet de rejoindre Pickensville, à l'ouest de l'Alabama, en passant par Eutaw et Selma ; à l'est, elle permet de rejoindre Opelika en passant par Auburn et Tallassee.
Outre ces routes d'importance nationale, on peut citer Cobbs Ford Road, Old Farm Line South et North, McQueen Smith Road North, Jasmine Trail, Graystone Way, Shella Boulevard, East Main Street, Selma Highway, Autaunga County 4, Lower Kingston Road et d'autres rues importantes pour circuler dans et autour de la ville.

#### Ponts
- Le pont de l'U.S. Highway 65 mesure 497 mètres.
- Le pont de la West 4th Street mesure 145 mètres.
- Le pont de la County Road 4 East mesure 103 mètres.
- Le pont de Selma Highway mesure 97 mètres.
- Le pont de la route 82 mesure 86 mètres.
- Le pont de Bridge Street mesure 40 mètres.
- Les deux ponts de la South Memorial Dry mesurent 40 mètres.

Tous les ponts permettent de franchir un obstacle naturel comme un cours d'eau.

## Histoire

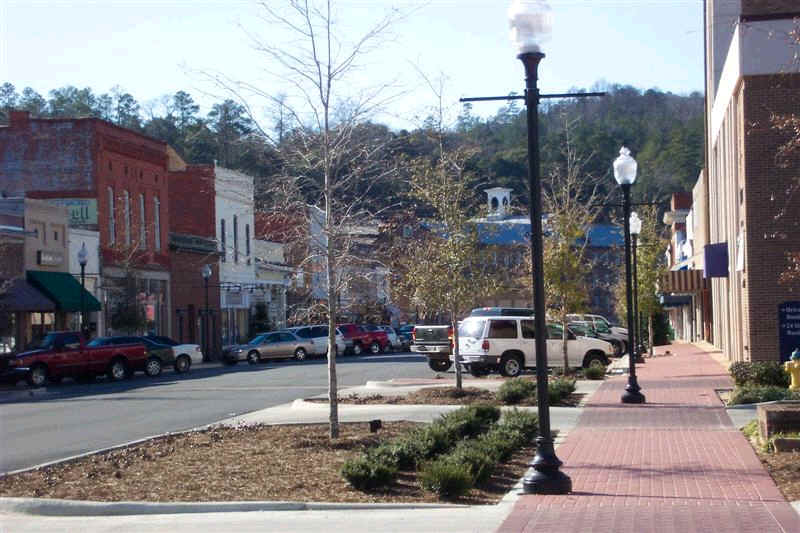
Prattville.

Prattville a été fondé en 1839 par l'industriel et architecte Daniel Pratt. La région était principalement habitée par les Amérindiens et quelques colons lorsque Pratt, originaire de Temple (New Hampshire), fut le premier à visiter la crique Autauga dans les années 1830. Il acheta approximativement 1 000 acres (4 km2) à Joseph May (il paya 21,00 $ l'acre), et construisit ses installations industrielles puis la ville le long des rives de la crique Autauga. Le site fut choisi car la crique permettrait d'alimenter en énergie les équipements de la manufacture. La ville devint un centre industriel et s'agrandit rapidement. En 1868, la ville devint le siège de comté d'Autauga.
Le 17 février 2008, Prattville fut frappée par une tornade F3 qui détruisit plus de 45 maisons et commerces et en endommagea plus de 300. 29 habitants ont été blessés. Les dommages ont été évalués à 85 millions de dollars.

### Urbanisme

#### Transports
La ville possède un aéroport, le Prattville-Grouby Field, qui comporte une piste asphaltée (9/27, 5 400 pieds).

#### Quartiers
La ville de Pratville comprend quelques communautés non-incorporées, parmi lesquelles Country Club Estates, Dosterville, Hungting Ridge, Live Oaks, Melmar, Overlook, Pate, Prattmont, Upper Kingston et Willowbrook.

## Population et société

### Démographie
D'après le recensement de 2000, il y avait 24 303 personnes, réparties en 8 939 ménages et 6 918 familles. La densité de population était de 502,73 hab./km2. Le tissu racial de la ville étaient de 83,09 % de Blancs, 14,42 % d'Afro-américains, 0,42 % d'Amérindiens, 0,64 % d'Asiatiques, 0,05 % d'Océaniens, 0,53 % d'autres races, et 0,84 % de deux races ou plus. 1,71 % de la population était hispanique ou latino.
Il y avait 8 939 ménages dont 38,9 % avaient des enfants de moins de 18 ans, 60,6 % étaient des couples mariés, 13,4 % étaient constitués d'une femme seule, et 22,6 % n'étaient pas des familles. 19,9 % des ménages étaient composés d'un seul individu, et 7,5 % d'une personne de plus de 65 ans ou plus. Les tailles moyennes d'un ménage et d'une famille sont respectivement de 2,70 personnes et 3,10 personnes.
La répartition de la population par tranche d'âge est comme suit : 28,5 % en dessous de 18, 7,7 % de 18 à 24, 31,0 % de 25 à 44, 22,3 % de 45 à 64, et 10,6 % au-dessus de 65 ans ou plus. L'âge moyen est de 36 ans.
Le revenu moyen d'un ménage dans la ville est de 45 728 $, et le revenu moyen d'une famille est de  51 774 $.
| 1850 | 1870  | 1880 | 1890 | 1900  | 1910  | 1920  | 1930  |
| ---- | ----- | ---- | ---- | ----- | ----- | ----- | ----- |
| 672  | 1 346 | 977  | 724  | 1 929 | 2 222 | 2 316 | 2 331 |

| 1940  | 1950  | 1960  | 1970   | 1980   | 1990   | 2000   | 2010   |
| ----- | ----- | ----- | ------ | ------ | ------ | ------ | ------ |
| 2 664 | 4 385 | 6 616 | 13 116 | 18 647 | 19 587 | 24 303 | 33 960 |

### Éducation
Les huit écoles de la ville font partie de l’Autauga County School System, dont la Prattville High School et l’Autauga County Technology Center.

### Médias
Prattville fait partie du marché télévisuel de Montgomery en Alabama. La station radio locale est WIQR 1410 AM, diffusant des programmes sportifs et diffusant des programmations de la Sporting News Radio. Prattville a aussi deux journaux locaux, le journal bi-hebdomadaire Prattville Progress et le magazine web Our Prattville,.

## Culture et société

### Patrimoine

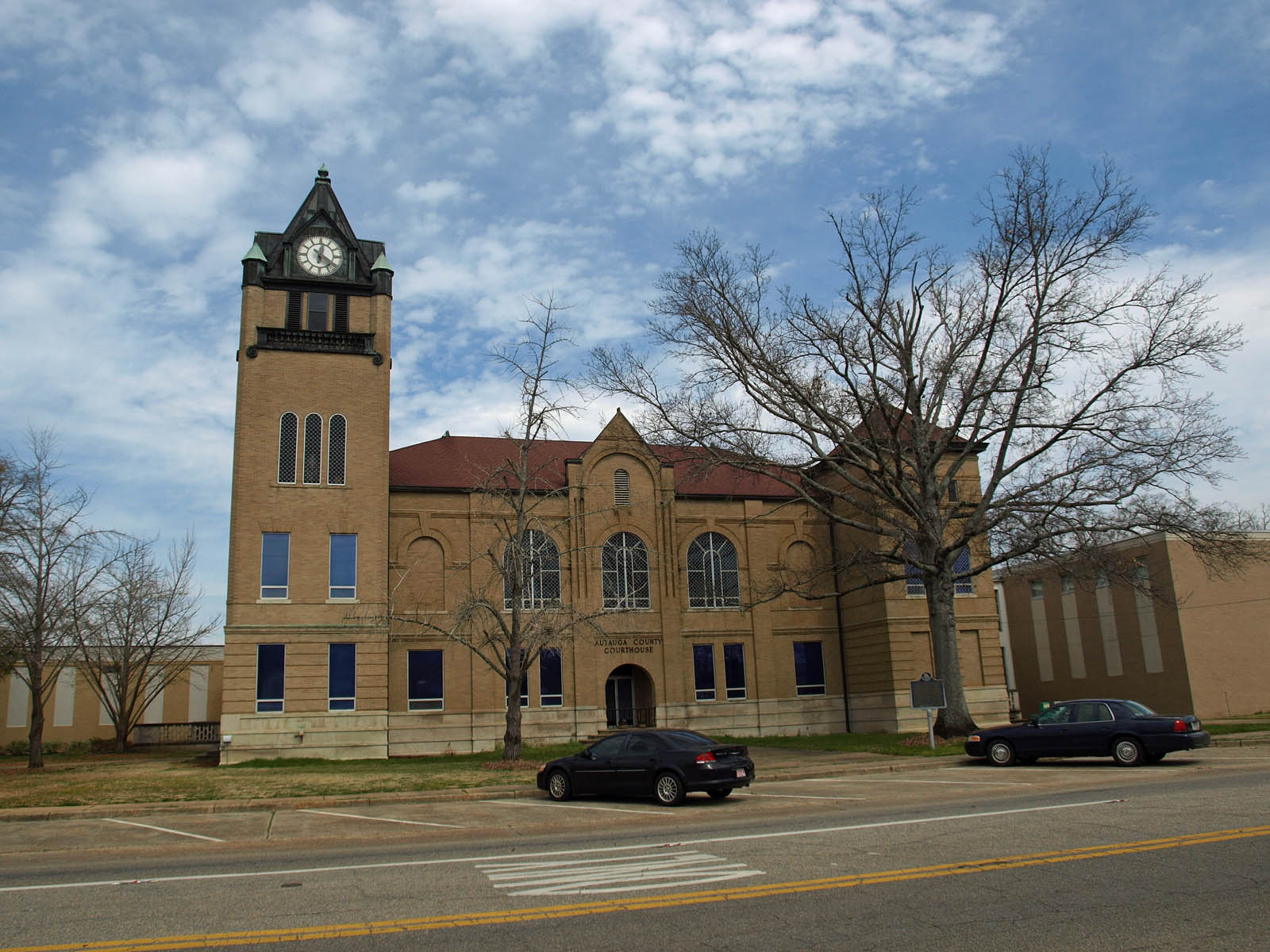
Cour de justice
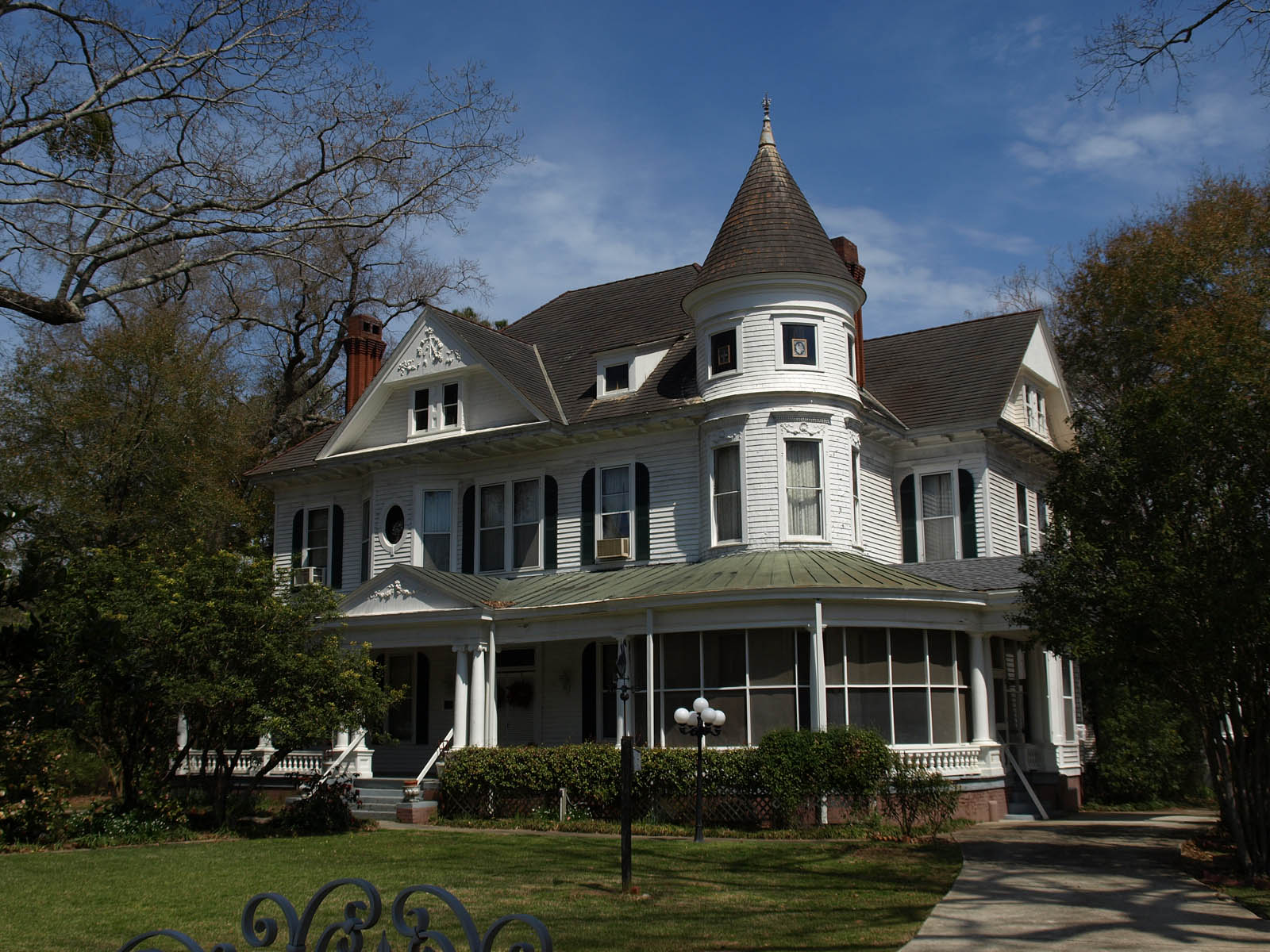
Bell House
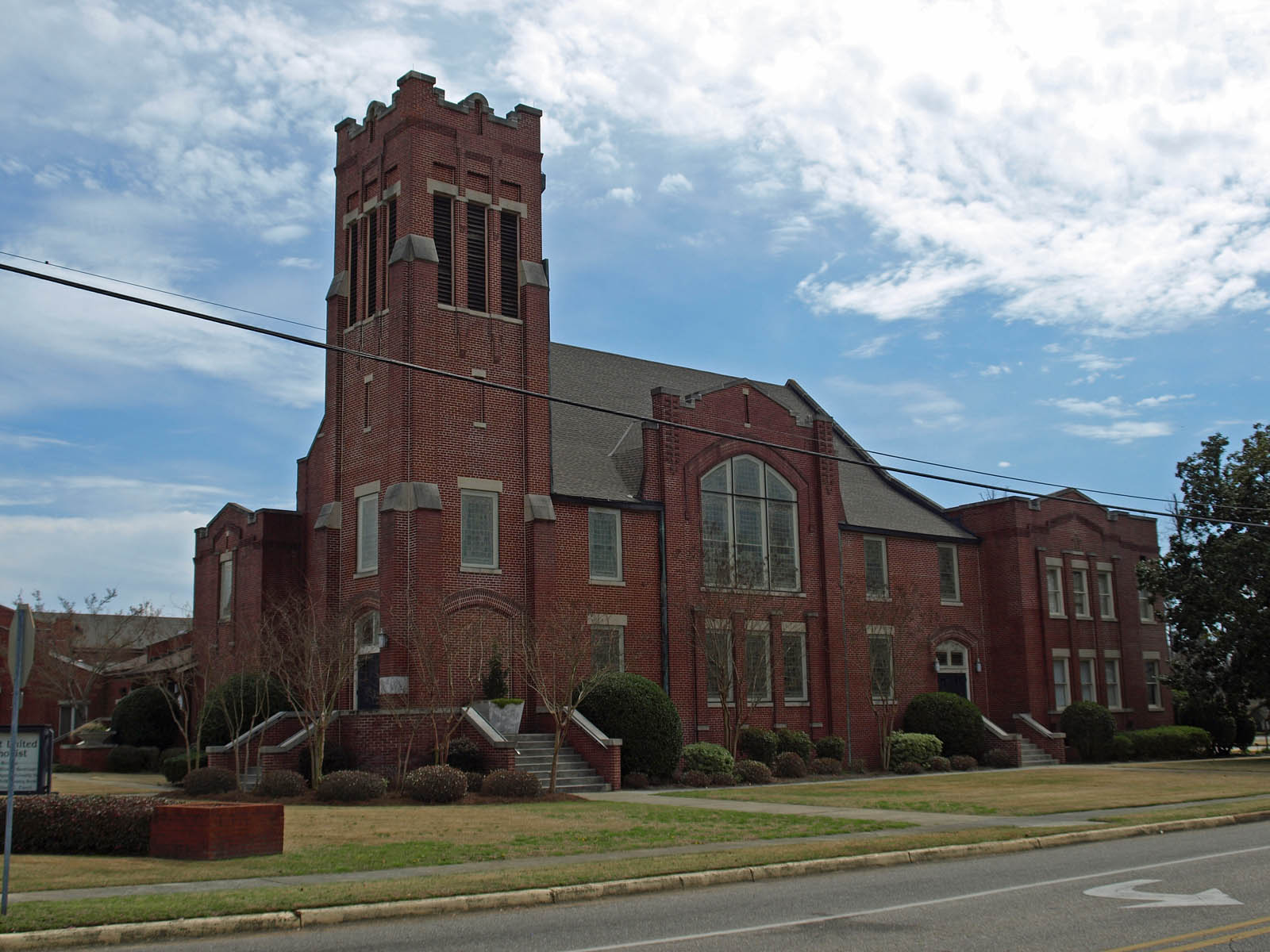
Première église méthodiste de la ville

### Média
Prattville fait partie du marché télévisuel de Montgomery. La radio locale est WIQR 1410 AM, dont le format est celui d'une radio de sport et comportant des programmes de Sporting News Radio. Prattville est aussi desservie par deux journaux d'information, le bihebdomadaire Prattville Progress et le magazine internet Our Prattville,.

### Tourisme
La ville est devenue une destination populaire pour le golf avec son parcours Capitol Hill (faisant partie du Robert Trent Jones Golf Trail).

### Personnes notables
- Marlon Anderson, joueur de la Major League Baseball
- Roman Harper, joueur de la NFL[15]
- O. J. Howard, joueur de la NFL
- Wilson Pickett (18 mars 1941 –19 janvier 2006), chanteur et compositeur de R&B et de soul
- Trust Company, groupe de rock
- Kevin Turner, ancien joueur de la NFL

## Sources
- (en) Cet article est partiellement ou en totalité issu de l’article de Wikipédia en anglais intitulé « Prattville, Alabama » (voir la liste des auteurs).

## Compléments